# Ella Raines
Ella Wallace Raines (ur. 6 sierpnia 1920 w Snoqualmie Falls, zm. 30 maja 1988 w Sherman Oaks) – amerykańska aktorka filmowa i telewizyjna.

## Filmografia
seriale
- 1946: Lights Out
- 1950: Pulitzer Prize Playhouse
- 1982: Matt Houston

film
- 1943: Corvette K-225 jako Joyce Cartwright
- 1946: The Runaround jako Penelope Hampton
- 1949: The Walking Hills jako Chris Jackson
- 1957: The Man in the Road jako Rhona Ellison

## Wyróżnienia
Posiada dwie gwiazdy na Hollywoodzkiej Alei Gwiazd.